# Robbins Company
Die Robbins Company ist ein amerikanisches Unternehmen aus Solon (Ohio). Zusammen mit Herrenknecht ist Robbins weltweit führend beim Bau von Tunnelbohrmaschinen (TBMs). Die Firma lieferte die TBMs für bekannte Projekte wie den Eurotunnel oder East Side Access in New York. Mit einem Durchmesser von 14,4 m baute Robbins Company für das Kraftwerk Robert Moses Niagara die weltweit größte Hartgestein-Tunnelbohrmaschine.

## Geschichte
1952 gründete James Robbins in Seattle die The Robbins Company. Er baute eine erste Maschine für die Firma "Mitry Constructors", die mit dem Bau des Oahe-Staudamms beauftragt war.
1956 wurden zum ersten Mal Schneidrollen eingesetzt, um hartes Gestein abbauen zu können. 1972 führte Robbins Company die erste Doppelschild-TBM ein. 1988 brachte das Unternehmen für das Wasserkraftprojekt Svartisen die Baureihe HP-TBM (HP für High Performance) auf den Markt.